# نیندورف (مکلنبورگ-فورپومرن)
نیندورف (به آلمانی: Niendorf) یک شهر در آلمان است که در «Schönberger Land» واقع شده‌است. نیندورف ۳۱۹ نفر جمعیت دارد.